# Tweepunts-equidistante projectie
De tweepunts-equidistante projectie of elliptische projectie van Donald is een kaartprojectie waarbij de afstand van elk van twee van tevoren gekozen punten tot elk ander punt op de kaart een vaste verhouding heeft tot de kortste afstand over het boloppervlak (langs grote cirkels dus).
De projectie werd voor het eerst beschreven door de Duitse wetenschapper Hans Maurer in 1919.
De constructie is als volgt: eerst worden twee referentiepunten gekozen van waaruit de kaart afstandsgetrouw moet zijn; daarna wordt van elk punt op de bol de afstand tot elk van die twee referentiepunten bepaald; op de kaart wordt één snijpunt van de cirkels met als straal de gevonden afstanden gekozen als beeldpunt (het andere snijpunt ligt op het andere halfrond).
Als de twee punten samenvallen ontstaat de equidistante azimutale projectie.